# Iffwil
Iffwil ist eine politische Gemeinde im Verwaltungskreis Bern-Mittelland des Kantons Bern in der Schweiz.

## Geographie
Iffwil liegt auf 560 m ü. M., 13 km nördlich der Kantonshauptstadt Bern (Luftlinie). Das Haufendorf erstreckt sich an aussichtsreicher Lage in einer flachen Hochmulde im östlichen Teil des Rapperswiler Plateaus, im Schweizer Mittelland.
Die Fläche des 5,06 km² grossen Gemeindegebiets umfasst einen Abschnitt des zentralen Berner Mittellandes. Zwischen den Höhen von Mannenbuch respektive Brättenmoos (mit 605 m ü. M. die höchste Erhebung der Gemeinde) im Südwesten und dem Tannwald (603 m ü. M.) im Nordosten befindet sich eine breite Mulde mit dem Siedlungskern von Iffwil. Nach Nordwesten reicht der Gemeindebann in das Moos im Quellgebiet des Brandbachs, der diesen Teil nach Norden über den Mülchibach zum Limpach entwässert. Im Osten erstreckt sich der Gemeindeboden über einen sanft abfallenden Hang ins Einzugsgebiet der Urtenen, umfasst die Wälder von Büelen und Gumpisberg und reicht bis an den Waldrand des Hügels Boll bei Jegenstorf. Von der Gemeindefläche entfielen 1997 8 % auf Siedlungen, 37 % auf Wald und Gehölze und 55 % auf Landwirtschaft.
Zu Iffwil gehören das Wohnquartier Bergacher (580 m ü. M.) am Südrand des Tannwaldes und einige Einzelhöfe. Nachbargemeinden von Iffwil sind Fraubrunnen, Jegenstorf, Rapperswil (BE) und Zuzwil (BE).

## Bevölkerung
Mit 445 Einwohnern (Stand 31. Dezember 2023) gehört Iffwil zu den kleinen Gemeinden des Kantons Bern. Von den Bewohnern sind 98,1 % deutschsprachig, 0,5 % französischsprachig, und 0,2 % sprechen Spanisch (Stand 2000). Die Bevölkerungszahl von Iffwil belief sich 1850 auf 374 Einwohner, 1900 noch auf 339 Einwohner. Im Verlauf des 20. Jahrhunderts pendelte die Bevölkerungszahl stets im Bereich zwischen 300 und 370 Personen. Seit 1980 (301 Einwohner) wurde eine deutliche Bevölkerungszunahme verzeichnet.

## Politik
Bei den Nationalratswahlen 2023 betrugen die Wähleranteile in Iffwil (in Klammern die Veränderung im Vergleich zu den Wahlen 2019 in Prozentpunkten): SVP 36,87 % (−4,77), glp 11,97 % (+2,71), Mitte 11,66 % (−3,77), SP 10,79 % (−1,62), Grüne 9,63 % (+2,79), FDP 6,25 % (−0,44), EVP 5,78 % (+2,34), EDU 2,81 % (+1,62), Aufrecht 2,00 % (2,00), Weitere 4,25 % (+1,13).

## Wirtschaft
Iffwil war bis in die zweite Hälfte des 20. Jahrhunderts ein vorwiegend durch die Landwirtschaft geprägtes Dorf. Noch heute haben der Ackerbau, der Obstbau sowie die Milchwirtschaft und die Forstwirtschaft einen wichtigen Stellenwert in der Erwerbsstruktur der Bevölkerung. Weitere Arbeitsplätze sind im lokalen Kleingewerbe und im Dienstleistungssektor vorhanden. In Iffwil sind heute unter anderem Betriebe des Gartenbaus, eine Garage und eine mechanische Werkstatt vertreten. In den letzten Jahrzehnten hat sich das Dorf dank seiner attraktiven Lage zu einer Wohngemeinde entwickelt. Viele Erwerbstätige sind deshalb Wegpendler, die hauptsächlich in der Agglomeration Bern arbeiten.

## Verkehr
Die Gemeinde liegt abseits der grösseren Durchgangsachsen am Strassenkreuz einer Verbindung von Münchenbuchsee nach Fraubrunnen und von Jegenstorf nach Messen. Der nächste Anschluss an die Autobahn A1 (Bern–Zürich) befindet sich rund 7 km vom Ortskern entfernt. Durch eine Buslinie des RBS, welche die Strecke von Jegenstorf nach Messen bedient, ist Iffwil an das Netz des öffentlichen Verkehrs angebunden.

## Geschichte

Luftbild aus 250 m von Walter Mittelholzer (1931)

Einzelfunde aus dem Neolithikum und Grabhügel aus der Hallstattzeit im Tannwald zeugen von einer frühen Besiedlung des Gemeindegebietes. Die erste urkundliche Erwähnung des Ortes erfolgte 1148 unter dem Namen Iffenwilere. Später erschienen die Bezeichnungen Iffiwiler (1261), Ifwile (1276), Yffewile (1310) und Jffwil (1442). Der Ortsname geht auf den althochdeutschen Personennamen Iffo zurück und bedeutet demnach beim Gehöft des Iffo.
Seit dem Mittelalter gehörte Iffwil zum Besitz der Grafen von Kyburg. Daneben hatten aber auch das Cluniazenserpriorat in Rüeggisberg und das Zisterzienserkloster Frienisberg Grundbesitz im Dorf. Diese Besitzrechte gingen im 14. Jahrhundert an das Niedere Spital in Bern und an das Zisterzienserinnenkloster Fraubrunnen über. Noch 1356 ist in den Urkunden von Niederiffwil und Oberiffwil die Rede. Letzteres lag an der Grenze gegen Zuzwil und wurde wahrscheinlich um 1400 aufgegeben. Im Jahr 1406 geriet Iffwil unter die Oberhoheit von Bern und wurde dem Landgericht Zollikofen zugeteilt. Nach dem Zusammenbruch des Ancien Régime (1798) gehörte das Dorf während der Helvetik zum Distrikt Zollikofen und ab 1803 zum Oberamt Fraubrunnen, das mit der neuen Kantonsverfassung von 1831 den Status eines Amtsbezirks erhielt.

## Sehenswürdigkeiten
Das Dorf hat zahlreiche charakteristische Bauernhäuser des bernischen Landstils aus dem 18. und 19. Jahrhundert bewahrt. Iffwil besitzt keine eigene Kirche, es gehört zur Kirchgemeinde Jegenstorf-Urtenen.

## Bilder

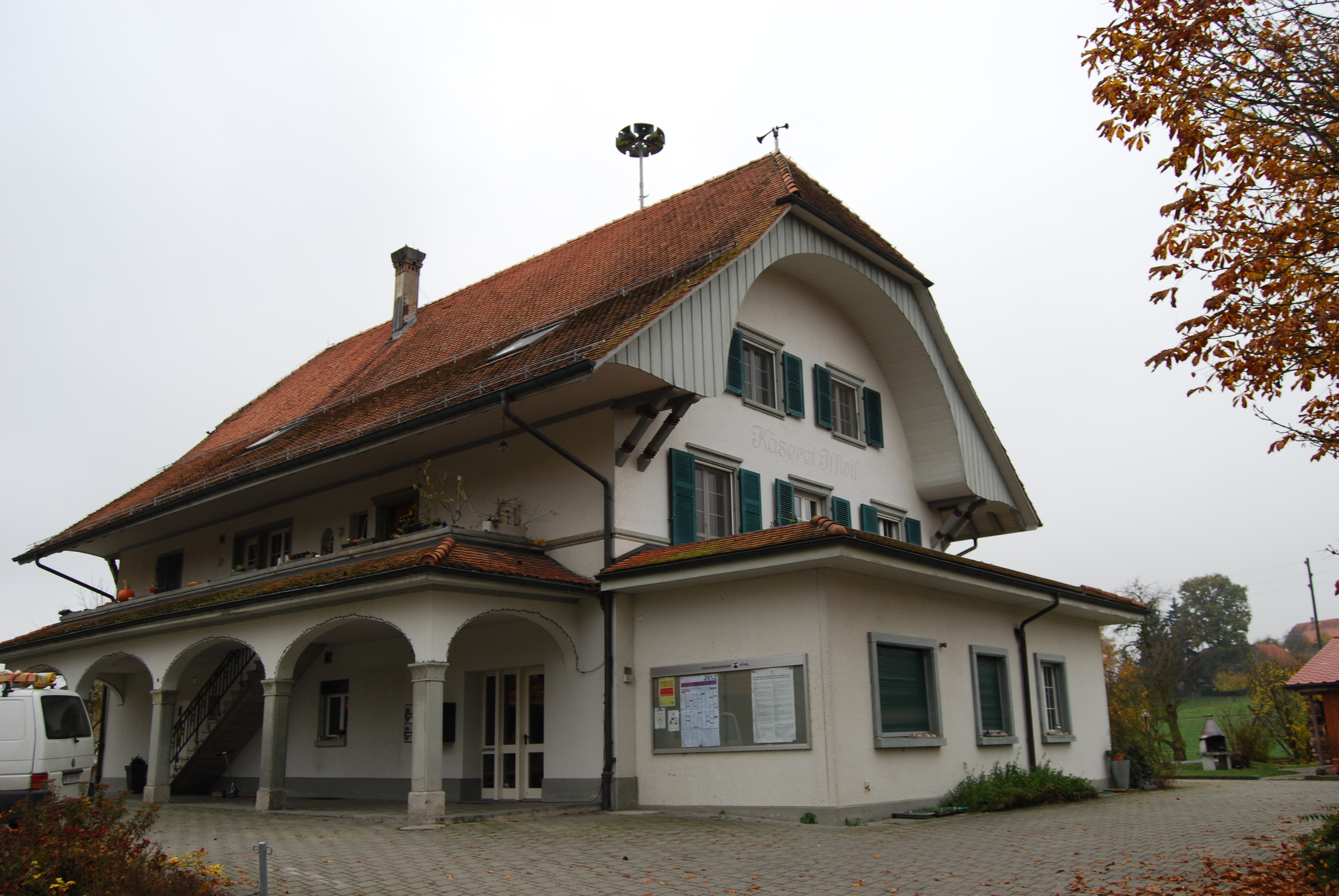
Alte Käserei Iffwil
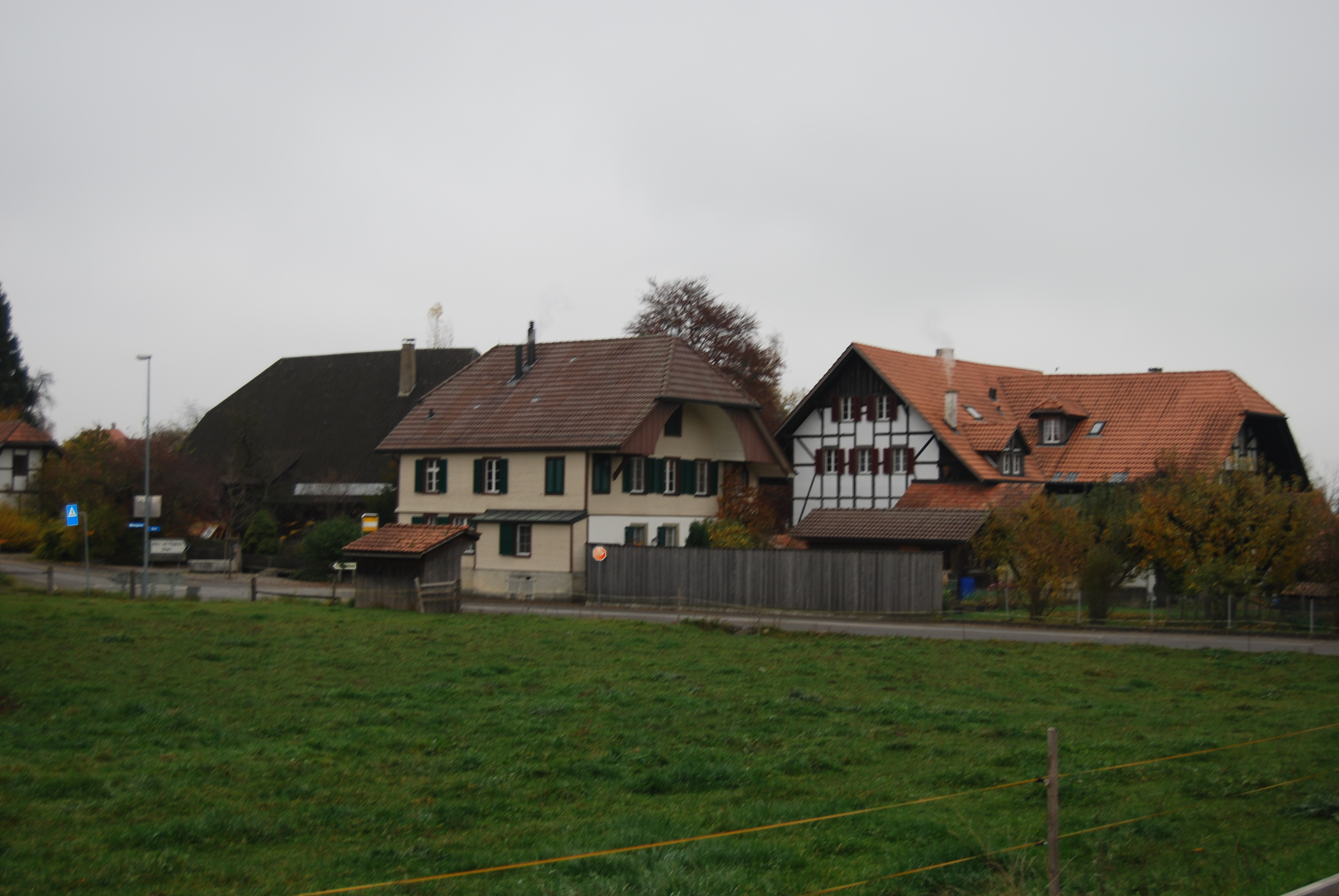
Bushaltestelle Iffwil
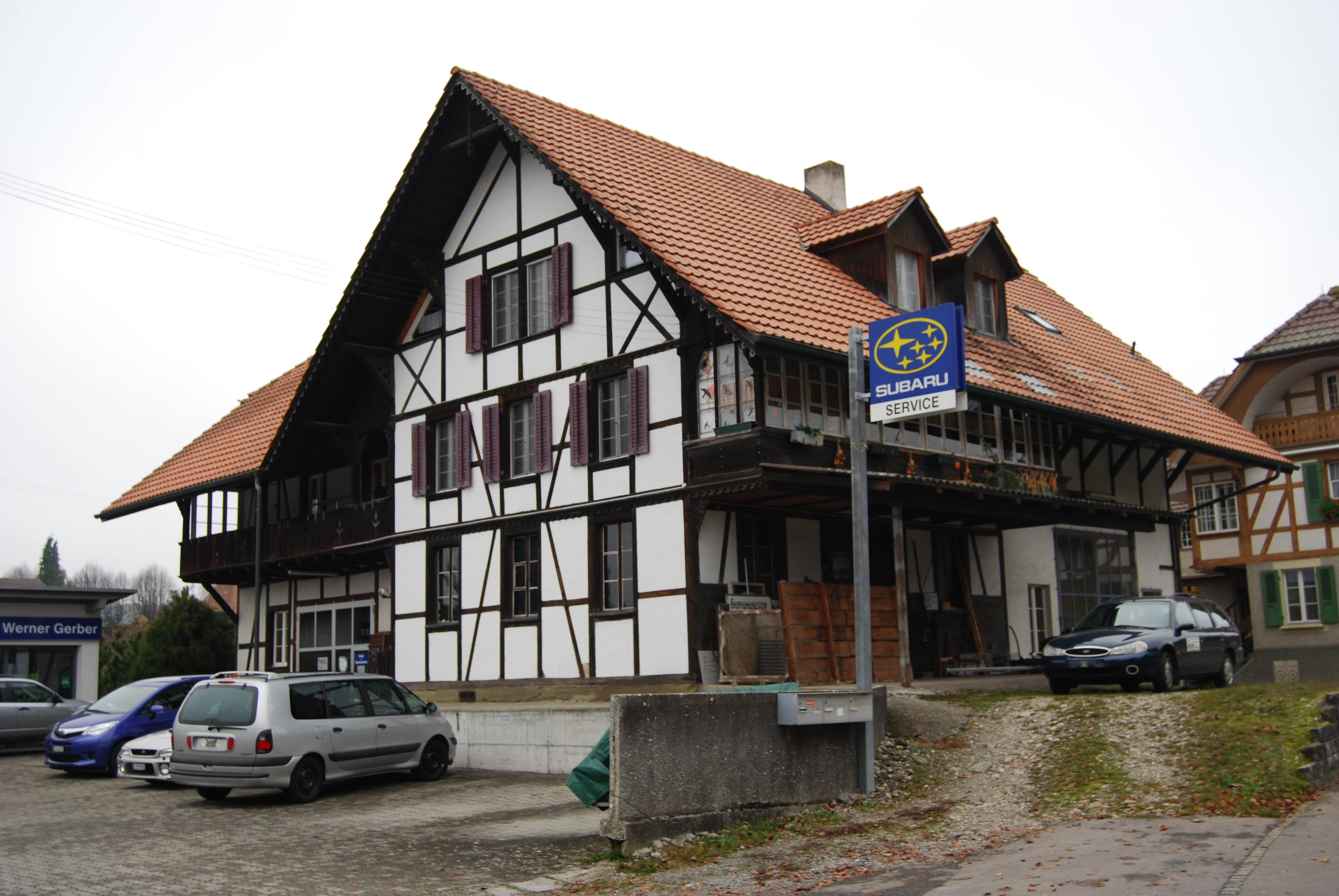
Fachwerkhäuser in Iffwil
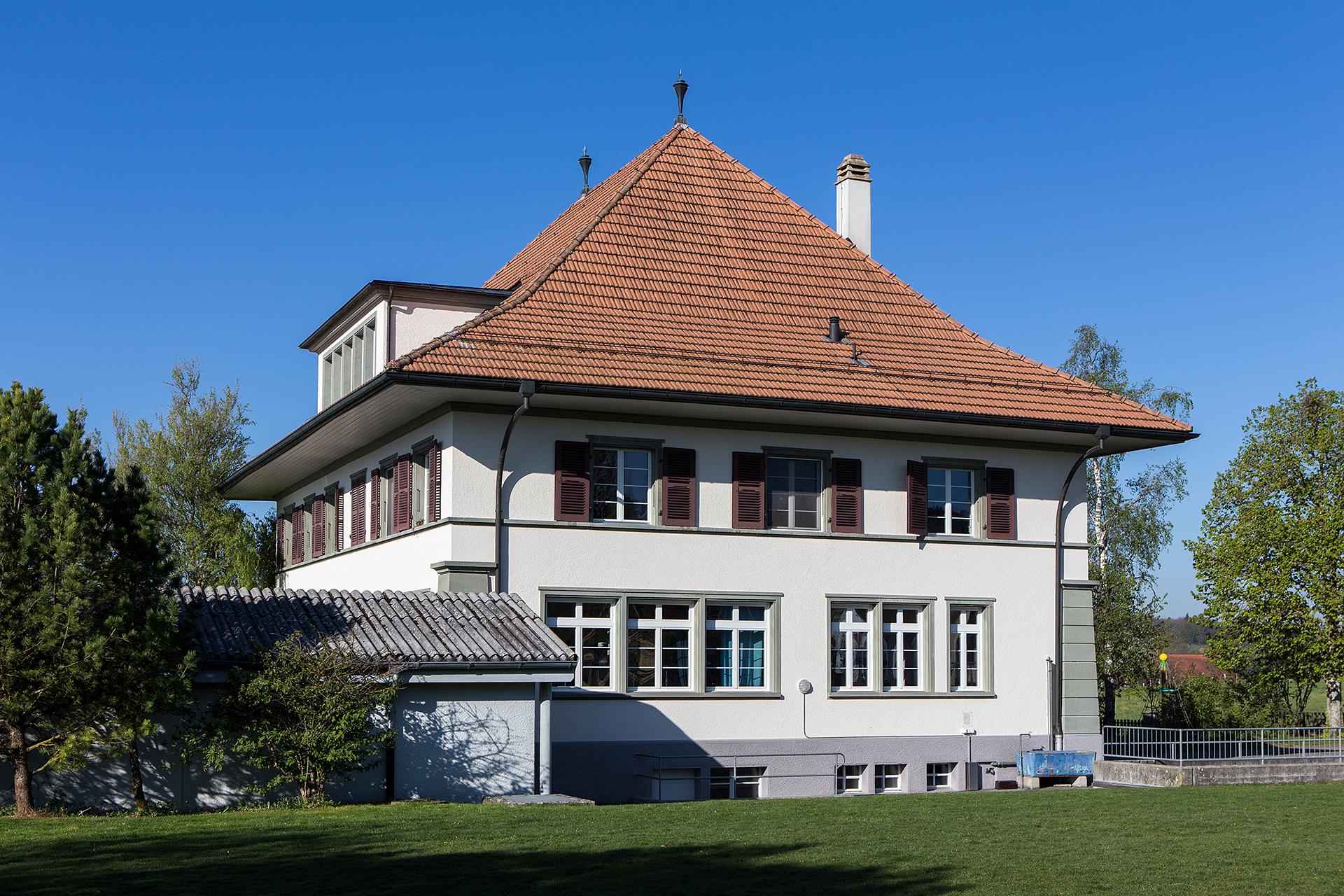
Primarschulhaus
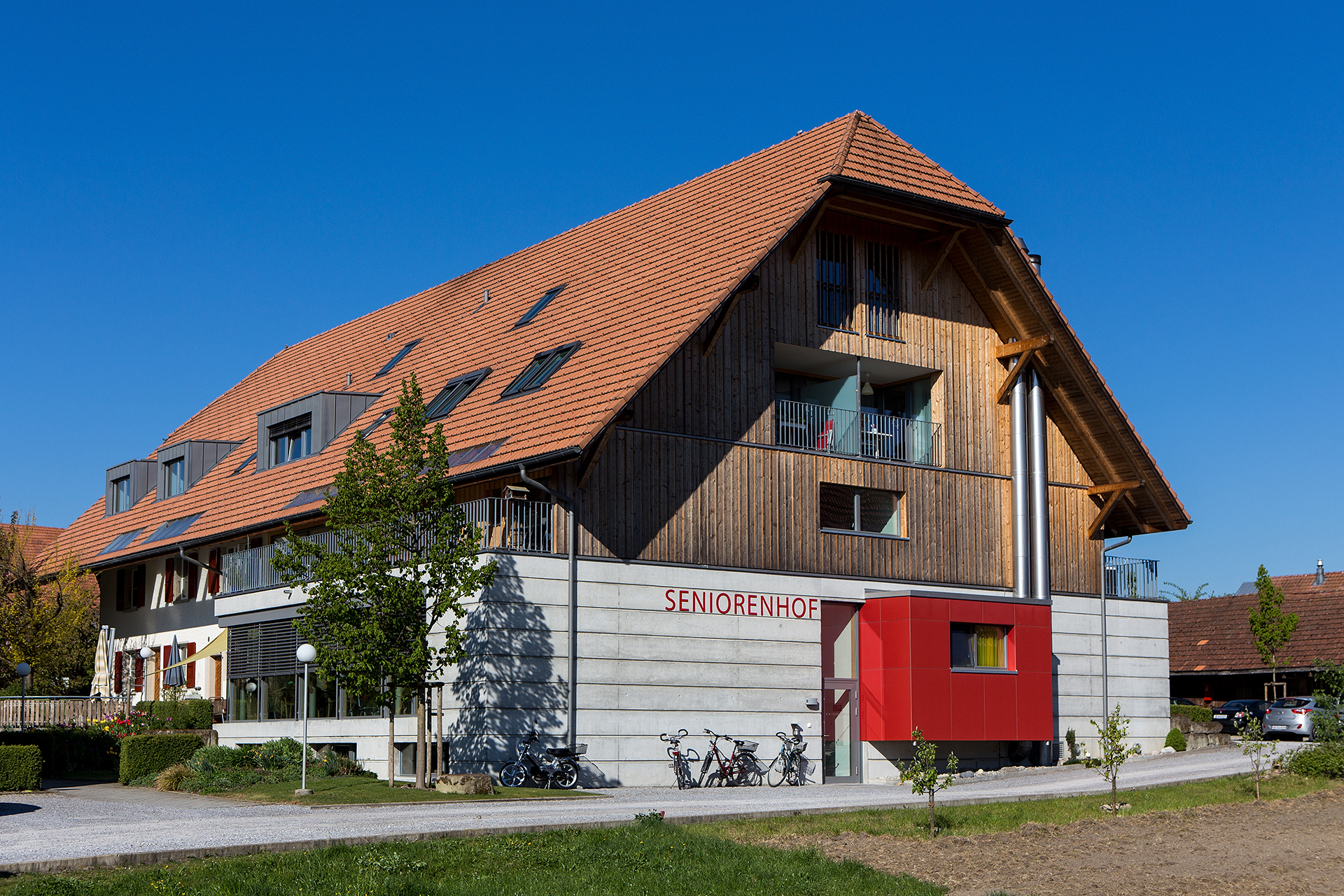
Seniorenhof
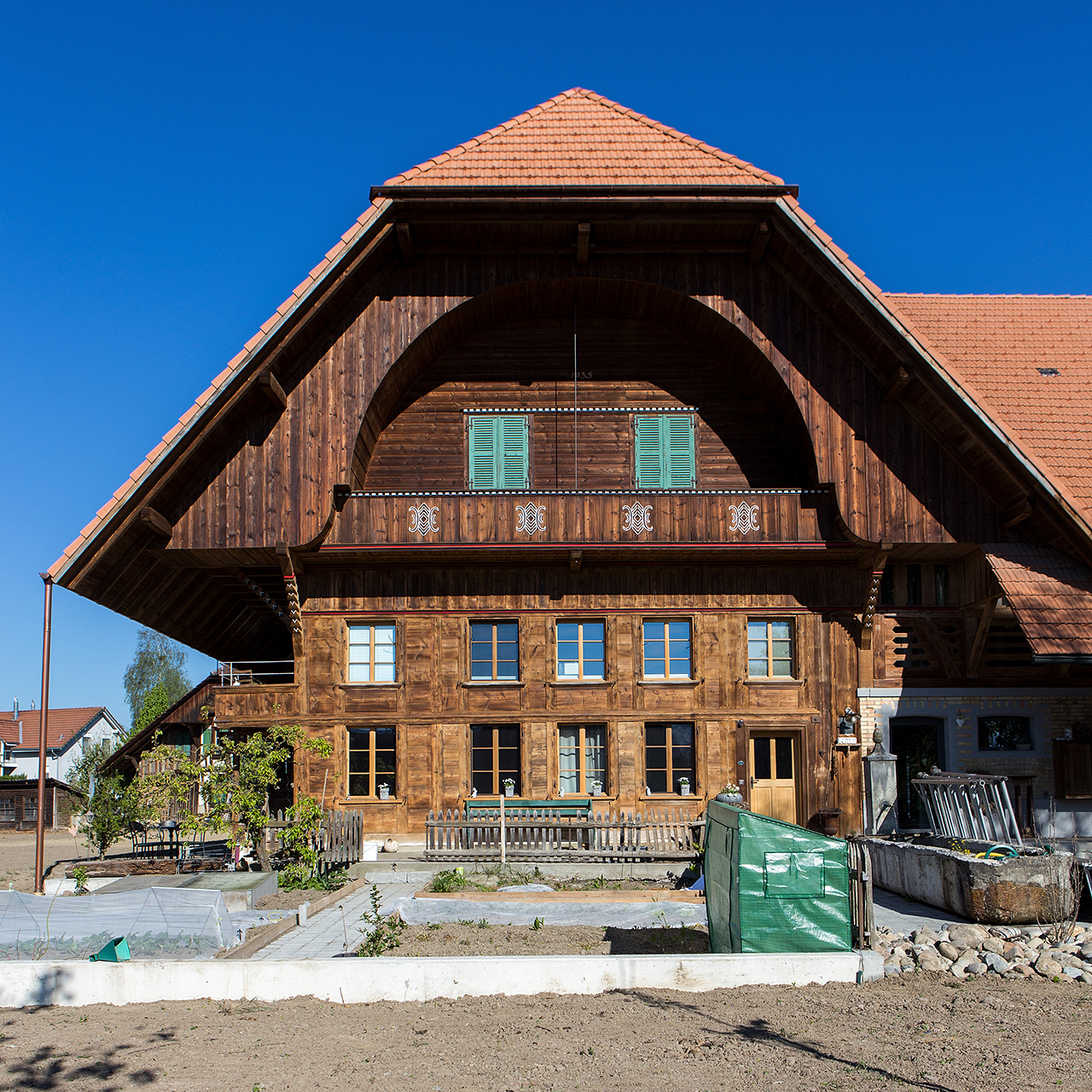
Bauernhaus
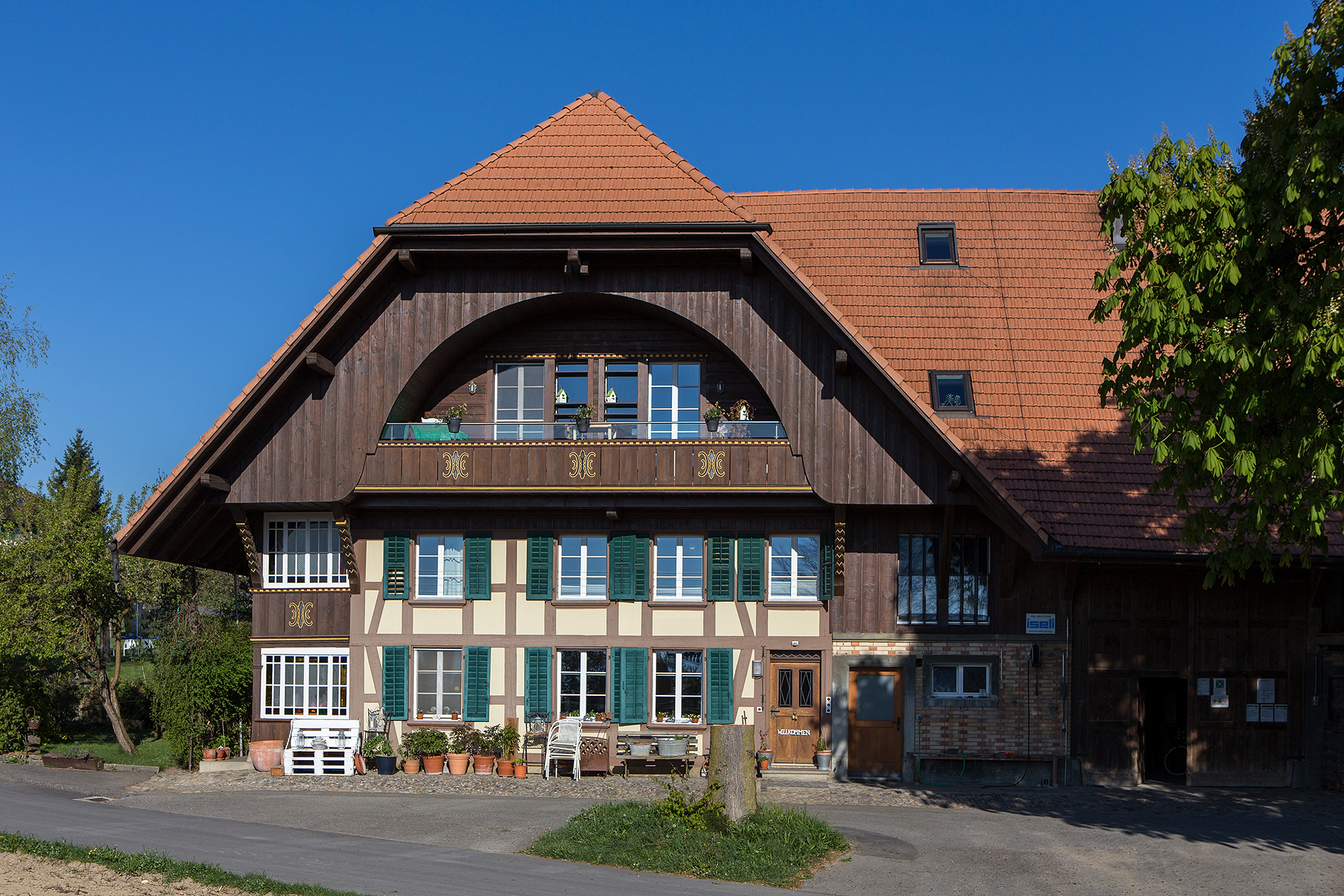
Bauernhaus